# Koprzywnica (gromada)
Koprzywnica – dawna gromada, czyli najmniejsza jednostka podziału terytorialnego Polskiej Rzeczypospolitej Ludowej w latach 1954–1972.
Gromady, z gromadzkimi radami narodowymi (GRN) jako organami władzy najniższego stopnia na wsi, funkcjonowały od reformy reorganizującej administrację wiejską przeprowadzonej jesienią 1954 do momentu ich zniesienia z dniem 1 stycznia 1973, tym samym wypierając organizację gminną w latach 1954–1972.
Gromadę Koprzywnica z siedzibą GRN w Koprzywnicy (wówczas wsi) utworzono – jako jedną z 8759 gromad na obszarze Polski – w powiecie sandomierskim w woj. kieleckim, na mocy uchwały nr 13j/54 WRN w Kielcach z dnia 29 września 1954. W skład jednostki weszły obszary dotychczasowych gromad Cegielnia, Koprzywnica, Gnieszowice, Zarzecze i Sośniczany ze zniesionej gminy Koprzywnica w tymże powiecie. Dla gromady ustalono 27 członków gromadzkiej rady narodowej.
31 grudnia 1959 do gromady Koprzywnica przyłączono obszary zniesionych gromad Błonie i Krzcin.
31 grudnia 1960 z gromady Koprzywnica wyłączono wieś i osadę Przewłoka, włączając je do powiatu tarnobrzeskiego w woj. rzeszowskim, gdzie zostały przyłączone do gromady Chodków w tymże powiecie i województwie (włączonej tam również tego samego dnia z powiatu sandomierskiego w woj. kieleckim).
Gromada przetrwała do końca 1972 roku, czyli do kolejnej reformy gminnej. 1 stycznia 1973 reaktywowano gminę Koprzywnica.